# Сборная Грузии по футболу (до 21 года)
Молодёжная сборная Грузии по футболу — национальная команда Грузии, в составе которой могут выступать футболисты Грузии в возрасте 21 года и младше. Собирается команда под руководством Грузинской футбольной федерации.

## История
На молодёжном чемпионате Европы 1992 года выступала как молодёжная сборная СССР, несмотря на его распад в конце 1991 года. 27 мая 1994 года в матче отборочного этапа на молодёжный чемпионат Европы 1996 года против сверстников из Молдавии дебютировала в качестве независимой страны. В отборочном раунде перед чемпионатом Европы 1998 года, завоевали лучший результат в истории, заняв второе место в группе.
С момента создания молодежной Грузии по футболу ни разу не выходила в финальный этап молодёжного чемпионата Европы, в 2023 году квалифицировалась автоматически, как страна-организатор. На турнире, команда заняла первое место в группе и вышла в плей-офф, проиграв в четвертьфинале по пенальти сборной Израиля. В четвертьфинальном матче, Грузии установила свой рекорд посещаемости — 44 338 зрителей. 